# Dumeng Giovanoli
Dumeng Giovanoli (* 23. Januar 1941 in Sils im Engadin) ist ein ehemaliger Schweizer Skirennfahrer.

## Biografie
Giovanoli hatte seine erfolgreichste Zeit Ende der 1960er Jahre. Der erste Sieg im Skiweltcup gelang ihm am 14. Januar 1968 im Slalom von Wengen. Eine Woche später, beim Slalom von Kitzbühel, gewann er erneut und reiste als einer der Favoriten zu den Olympischen Winterspielen nach Grenoble. Hier wurde er im Slalom Vierter und belegte im Riesenslalom den siebten Platz. In der nichtolympischen Alpinen Kombination wurde er hinter dem Franzosen Jean-Claude Killy Vizeweltmeister.
In den beiden folgenden Saisons gelangen ihm drei weitere Siege bei Weltcup-Rennen. Schliesslich gewann er zum Abschluss seiner Karriere bei den Skiweltmeisterschaften 1970 in Gröden die Bronzemedaille im Riesenslalom.

## Erfolge

### Olympische Spiele (auch WM)
- Innsbruck 1964: 13. Abfahrt
- Grenoble 1968: 4. Slalom, 7. Riesenslalom, 16. Abfahrt

### Weltmeisterschaften
- Grenoble 1968: 2. Kombination
- Gröden 1970: 3. Riesenslalom, 6. Slalom

### Weltcupwertungen
Dumeng Giovanoli gewann einmal die Disziplinenwertung im Slalom.
| Saison  | Gesamt | Gesamt | Abfahrt | Abfahrt | Riesenslalom | Riesenslalom | Slalom | Slalom |
| Saison  | Platz  | Punkte | Platz   | Punkte  | Platz        | Punkte       | Platz  | Punkte |
| ------- | ------ | ------ | ------- | ------- | ------------ | ------------ | ------ | ------ |
| 1967    | 10.    | 46     | –       | –       | 7.           | 23           | 10.    | 23     |
| 1968    | 2.     | 119    | 16.     | 6       | 5.           | 43           | 1.     | 70     |
| 1968/69 | 9.     | 79     | –       | –       | 5.           | 48           | 11.    | 31     |
| 1969/70 | 6.     | 116    | –       | –       | 2.           | 70           | 6.     | 46     |

### Weltcupsiege
Giovanoli errang insgesamt 17 Podestplätze, davon 5 Siege:
| Datum           | Ort               | Land        | Disziplin    |
| --------------- | ----------------- | ----------- | ------------ |
| 14. Januar 1968 | Wengen            | Schweiz     | Slalom       |
| 21. Januar 1968 | Kitzbühel         | Österreich  | Slalom       |
| 21. März 1969   | Waterville Valley | USA         | Riesenslalom |
| 17. Januar 1970 | Kitzbühel         | Österreich  | Riesenslalom |
| 20. Januar 1970 | Kranjska Gora     | Jugoslawien | Riesenslalom |